# Schafberggruppe
Die Schafberggruppe ist ein Gebirge im Salzkammergut in Österreich.

## Geografie
Die Schafberggruppe ist eine in nordöstlicher Richtung verlaufender Kamm von Bergen, namentlich Zimnitz (Leonsberg), Schafberg, Drachenwand, Schober, der auch die Grenze der Bundesländer Oberösterreich und Salzburg bildet und ein Teil der Salzkammergut-Berge ist.